# Rafo Ráez
Rafael Adolfo Ráez Luna (Lima, 5 de septiembre de 1968), más conocido como Rafo Ráez, es un productor discográfico, cantautor y antropólogo peruano graduado en la Universidad Nacional Mayor de San Marcos. Es impulsor la movida del rock local en los años 1990.

## Historia

### Primeros años
En 1985, siendo escolar, forma la banda de rock progresivo "Ráez". en 1986 forma Se Busca (banda) (1986-1989). Tras su disolución, se une al grupo de punk rock Eutanasia (1989-1990). Durante sus estudios de antropología integra el comité editorial de Herejes y Renegados, revista de estudiantes de la Universidad Nacional Mayor de San Marcos y la Pontificia Universidad Católica del Perú.
Al separarse Eutanasia, Rafo decide editar sus propias composiciones bajo su responsabilidad individual. Se embarca en un proyecto como solista, gracias a la producción de Daniel F primero y de Pancho Müller después, editando el demo tape "Si pudiéramos vivir" (1994). En 1996 Rafo Ráez editó con el sello Navaja Producciones su primer álbum oficial: Suicida de 16 y otras canciones (Mino Mele-batería, Lucho Sanguinetti-bajo), el cual fue elegido por www.rockPERU.com como el álbum más influyente del Perú en los noventa.
En 1998 lanza su segundo álbum, El loco y la sucia (Mino Mele-batería, Pancho Müller-bajo, coros), considerado uno de los 20 mejores discos del rock peruano, el cual es presentado en el Festival Niño Malo ante 12,000 asistentes. Tras ello empieza a grabar su tercer CD tocando él mismo todos los instrumentos bajo la producción musical de Oscar Reategui (dios hastío), es así que edita a finales de 1999 su tercer CD, Muéranse.
Paralelamente se dedica a la producción musical de los primeros CD de cuentos musicalizados de Perú, por encargo del narrador y filósofo francés, Francois Vallaeys. Juntos editan dos álbumes: Hace tiempo que nunca... en 1999 y De luz y lucidez en 2001 (CD doble).

### sigloXXI
Forma Rafo Ráez & Los Paranoias, con Eduardo Cisneros (bajo), Raúl Loza (batería), Rodrigo Ráez (guitarra) e inicia, ya sin guitarra en mano, una serie de conciertos influenciados por la performance de Iggy Pop. Alternando desde allí su carrera como solista (show de cantautor) y como agrupación rock. Rafo Ráez & Los Paranoias presentan su CD Camisa (2003) ante 15,000 personas en el Festival Radio Nacional sale a la calle, dicho disco, grabado en dos sesiones en directo en el estudio, tras dos años de ensayo, es elegido unánimemente como el mejor de dicho año.
El 2003 bajo la producción de Mino Mele y Javier Lazo edita su calmado álbum solista Obsequio con muchos instrumentistas y artistas invitados (Alonso Acosta, Sandra Requena, Javier Lazo, Pierina Less, Chebo Ballumbrosio, Rodrigo Wangeman, etc). y por única vez sin uso alguno de batería. Dicho CD marca el punto más alto de su colaboración con el pintor Christian Bendayan.
En el 2004 inicia conjuntamente con el reconocido poeta José Watanabe la creación de una docena de canciones, con letra original del poeta y música de Ráez. Ambos editan 11 de ellas en el CD "Pez de Fango" (2005); con Mele, Müller y la pianista Gisela Pérez-Ruibal (quien graba "Campo Minado de Corazones" de Ráez en su disco de huaynos al piano, "Habaschallay").
Su 7.º álbum titulado Chasqui Changes es producido y editado por la empresa TDV en el año 2007, se graba y presenta con Eduardo Cisneros (bajo, coros), Raul Loza (batería) y Rafo Ráez (piano, guitarras).
Su 8.º CD se titula La reina Pastrula (2008) y sale editado por Urbano Producciones, el disco se presenta en New York en el Latin American Workshop de Manhattan y en el teatro del BID en Washington.
Ráez ha tocado en Lima, Trujillo, Cuzco, Arequipa, Chiclayo, Iquitos, Manhattan, Nueva Jersey, Washington D.C, Madrid, Buenos Aires, París, Sevilla y Santiago de Chile.
También ha estado envuelto en la producción musical de discos, shows teatrales y televisivos. Resaltan Celtar, en otra Galaxia de Ofelia Lazo y Ernesto Ráez (1990), Nunca Seremos Músicos de Chabelos (2008), El último barco de César de María y Alberto Isola (2004), King Kong Palace de David Carrillo, Bajo Un Mismo Cielo de Aldo Salvini (1995) y Zoombate de Iguana Producciones (2007), y la versión castellana de la opera rock Hedwig y la pulgada furiosa dirigida por Ricardo Morán.
En el 2008 ha grabado con la ganadora del Grammy, Susana Baca, en la musicalización de un poema de Juan Gonzalo Rose.
En 2022 musicalizó la obra teatral ¿Qué quiere la mujer?.

## Discografía

### Solista
- Si pudiéramos vivir  (1994)
- Suicida de 16 y otras canciones (1996)
- El loco y la sucia (1998)
- Muéranse (1999)
- Obsequio (2003)
- Pez de fango (Rafo Ráez y José Watanabe) (2005)
- La reina pastrula (2008)
- Huacas, burbujas y rock’n roll (2013)

#### Compilaciones
- Educación para el desempleo 1994-1997 (Compilación, 1997)
- Los regalos del viento 1990-1997 (Compilación, 2009)

### Con Rafo Ráez y Los Paranoias
- Camisa (2002)
- Chaski Changes (2006)
- Lucía (2014)
- Sauna de coca (2016)

#### Singles
- María Ramos (2014)
- Lucía, en una sequia de amabilidad (2015)

### Con François Vallaeys
- Hace tiempo que nunca... (1999)
- De luz y lucidez (2001)

### No oficiales
- Oro azúcar, álbum bajo la producción musical de Susana Baca (2002-2006)
- Nacional Sale a la Calle (Varios artistas en vivo, 2003)
- Rafo Ráez y Los Paranoias en TV Insomnio (en vivo, 2003)
- Rafo Ráez y Los Paranoias en el Jammin I (2004)
- Rafo Ráez y Los Paranoias en el Jammin II (2006)
- Rafo Ráez y Los Paranoias en el Yamaha Music Market (2007)
- Rafo Ráez en el MJS (en vivo, 2005)